# Moorgrund
Moorgrund este o comună din landul Turingia, Germania.